# ماهنامه شونن ایس
ماهنامه شونن ایس (月刊少年エース Gekkan Shōnen Ēsu) نام یک مجله شونن مانگا ژاپنی است که توسط انتشارات کادوکاوا شوتن از سال ۱۹۹۴ منتشر می‌شود.
نسخهٔ آنلاین این مجله تحت عنوان شونن ایس پلاس در ژوئن ۲۰۱۹ راه‌اندازی شد.

## برخی از مجموعه‌های مانگا در شونن ایس
- اورکا سون
- به ان‌اچ‌کی خوش آمدید
- بلاد+
- توکیو ای‌اس‌پی
- ددمن واندرلند
- سامورایی چامپلو
- فیت/استی نایت
- میرای نیکی